# Lacydes spectabilis
Lacydes spectabilis — вид лускокрилих комах з родини еребід (Erebidae).

## Поширення
Ареал поширення Lacydes spectabilis простягається від Східної Європи на схід до Китаю. Вид воліє мешкати на степовій місцевості та гірських схилах з невеликою рослинністю до висоти 2800 метрів. Також зустрічається в садах і парках.

## Підвиди
Крім номінальної форми Lacydes spectabilis spectabilis, яка зустрічається в Росії, Казахстані, Україні та Середній Азії, відомі ще два підвиди:
- Lacydes spectabilis annellata (Christoph, 1887), Балканські гори, Ельбурс;
- Lacydes spectabilis sheljuzhkoi Dubatolov, 1996, Вірменія, Туреччина.

## Опис
Метелики мають розмах крил від 32 до 40 мм. Основний колір крил – шовковисто-білий. На верхній стороні переднього крила є щільний світло-коричневий плямистий малюнок, який у самиць темніший, ніж у самця. Верхня поверхня заднього крила у самців має вузьку коричневу смугу плям біля зовнішнього краю. У самиць прикоренева і дискальна ділянки також затемнені. Вусики самців двогребінчасті, самиць - ниткоподібні. Груди обох статей пухнасті.

## Спосіб життя
Основний час льоту імаго припадає на серпень-жовтень. Гусениці живляться листям різних низькорослих рослин, особливо видів Artemisia.